# Nabycie
Nabycie – uzyskanie własności lub innego prawa majątkowego, w każdy prawem przewidziany sposób np. w drodze umowy, dziedziczenia, dawności.

## Rodzaje nabyć
- nabycie pochodne i pierwotne
- nabycie pod tytułem szczególnym i ogólnym
- nabycie translatywne i konstytutywne